# 濃昼山道
濃昼山道（ごきびるさんどう）は、北海道石狩市厚田区安瀬（やそすけ）と同区濃昼（ごきびる）を結ぶ山道。

## 歴史

### 江戸時代
19世紀後半、蝦夷地を直轄地とした江戸幕府は警備のために道路の開削が急務であると考え、1854年（安政元年）に箱館奉行の堀利煕に調査を命じた。翌1855年（安政2年）4月、堀は調査に基づいて道路開削計画を立て、幕府に意見書を提出した。1856年（安政3年）5月には新道開削入用金として50000両が計上されたものの、それだけで北海道を一周するような道路を一息に造り上げるのは困難であるうえ、箱館奉行は道路開削以外の事業も数多く抱えていたことから、結局官費の投入は取りやめとなった。
代わって道路開削の任を与えられたのは、開発の負担に耐えうるほどの豊富な資力と労働力をニシン漁から得ていた、各地の場所請負人たちであった。1857年（安政4年）5月、厚田場所請負人の浜屋与三右衛門が、安瀬から道路を切り始めた。浜屋は労働者たちへの賃金として339両余りを支払い、1858年（安政5年）7月に濃昼へと至る2里24町（10.5キロメートル）の山道を完成させた。
この山道の実地見分の踏査を行った松浦武四郎は、『西蝦夷日誌』に「峠より下を俯ば、白波岩根を洗ひ、眺望云ん方なし」と記し、『蝦夷地探検鳥瞰図』では「難所なり」と評している。また、箱館奉行に従って山道を巡検した玉虫左太夫は、「かかる開き方にては開かざるも同然なり」と閉口している。

### 明治時代
開削当初のルートは険しい山岳部をたどるものだったが、1893年（明治26年）から1894年（明治27年）にかけて、濃昼の網元の木村源作が自分の漁場に通うヤン衆のために1万円を出資して道をつけ直し、より海岸部に近いルートへと改修した。
だがそうした工夫を経てもなお、濃昼山道が難所であることには変わりなかった。1910年（明治43年）8月、松浦少佐率いる大日本帝国陸軍輜重兵第7大隊が、食糧縦列隊を編成して南から山道越えに挑むということがあった。隊に先んじて山道の偵察に向かった士官は、道幅わずか1メートルの隘路では車輛の通行が不能であると報告し、また厚田村の村人たちも無謀はやめるようにと訴えたが、松浦大隊長が一度発した命令を翻すことはなく、「今回の目的は強行軍だから、かえってそのような山道を通過するのは本望だ」と答えた。しかし実際に隊が山道に踏み入ると車輛の転落が続発し、その度に兵士たちは谷底へと駆け下りて、ロープで引き揚げ作業を行わねばならなかった。さしもの松浦大隊長も、出だしからこの有様では予定通りの通過が困難であると悟り、その場での露営を決定。翌朝、隊の車輛は近隣から呼び集められた小舟の群れに載せられることとなり、山道を進む兵士たちはただ馬のみを曳いて過ぎ去っていった。

### 昭和時代
屈強な軍人でさえ手を焼いた濃昼山道の険しさには、市井の人々もたびたび苦しめられた。厚田の正眼寺の住職を務めた酒井寛道は、濃昼で法事がある度に山道を越えて赴かねばならず、昭和の初めごろには足を滑らせて崖から転落しかけ、幸運にも途中の立ち木に引っかかって一命をとりとめるという経験までしていた。つらさに耐えかねた酒井は、小樽市の寺から神田東林を呼び寄せて濃昼の担当者になってもらうことにした。だがその神田も1948年（昭和23年）か1949年（昭和24年）ころの冬、厚田から濃昼に帰る途中で行方不明となり、捜索の結果、山道からもう少しで濃昼集落が見えるというあたりで凍死しているのを発見された。
1971年（昭和46年）に国道231号が開通して、厚田から浜益まで自動車通行が可能となると、濃昼山道はその存在意義を失い、廃道と化した。

### 平成時代
2000年（平成12年）以降、浜益中学校の校長を務めていた田中秀隆と、こがね山岳会会長の渡辺千秋が中心となり、濃昼山道に再び開削の手が入れられた。2005年（平成17年）には山道の復元が完了し、以降は登山などを目的として活用されている。
2018年（平成30年）、起源を同じくする増毛山道とともに、北海道遺産として選定された。

## 路程
安瀬側の山道入り口は、国道231号の滝の沢トンネルからやや南側にある。
道はやがていくつもの深い沢を越えていく。滝の沢は対岸までの距離が30メートルにも満たないように見え、その気になれば反対側に跳び移れそうとまで思われるのに、実際には上流に約1キロメートルも遠回りを強いられる。誰しもこの道のりには徒労感を覚えることから「馬鹿臭い沢」の異名を持つ。
次に差し掛かる大沢は、もともとアイヌ語で「鳥の巣のある川」を意味する「チカプセトシュナイ」と呼ばれていた。おそらく日本語話者には発音が難しすぎたため、和名が定着したものと思われる。安政年間に開削された当初の濃昼山道は、この大沢に沿って山岳部へと深く分け入り、ルヘシベ峠を越えて日本海側へと戻るルートだった。現在の山道はより海に近く、空沢をまたいで北へと伸びている。
「洞岩のある川」を意味するアイヌ語「プヨシュマナイ」に由来する太島内（ブトシマナイ）川を渡り、標高357メートルの濃昼峠を乗り越えると、下りの連続で濃昼集落に至る。

## ギャラリー

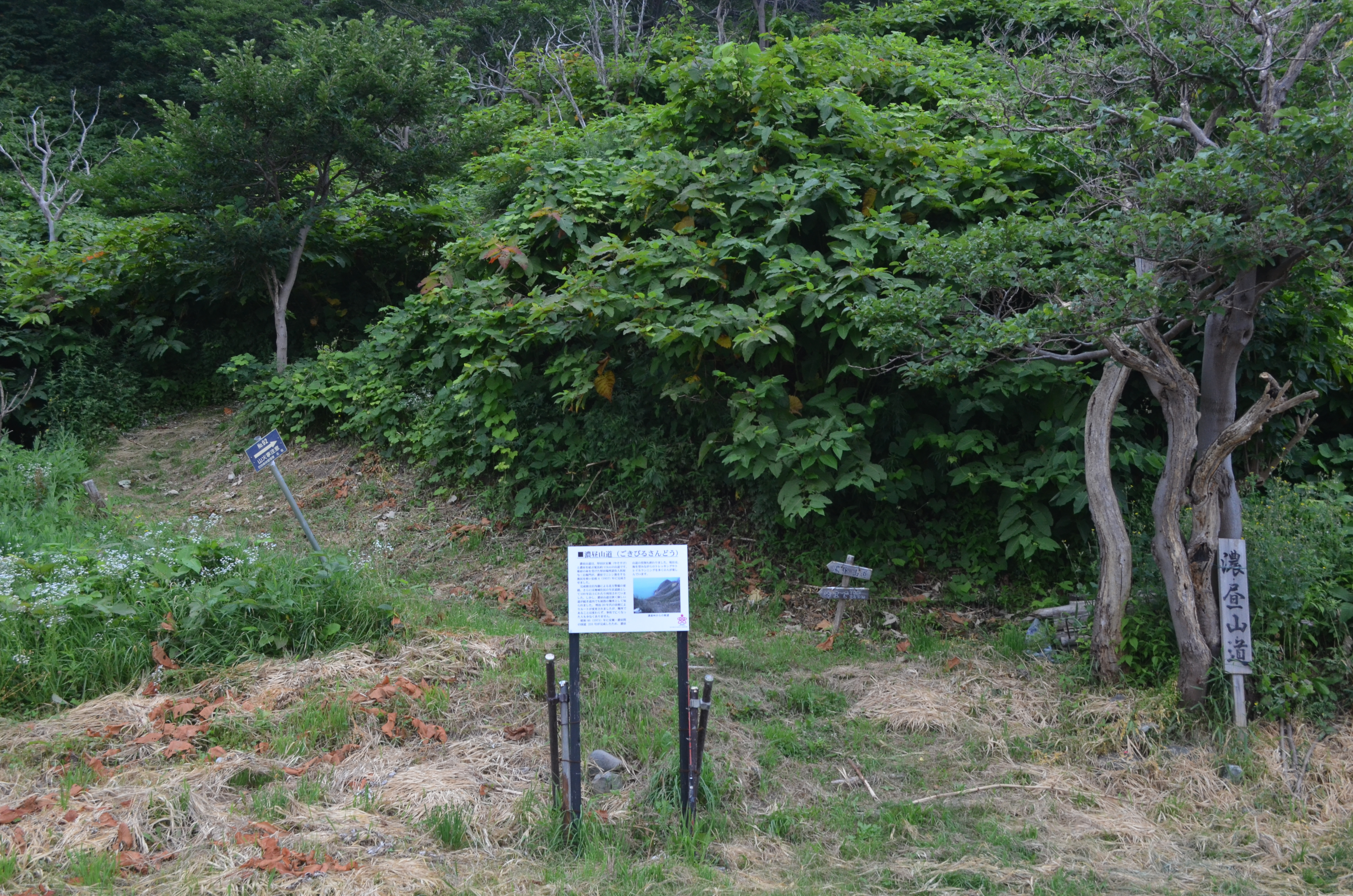
滝の沢口
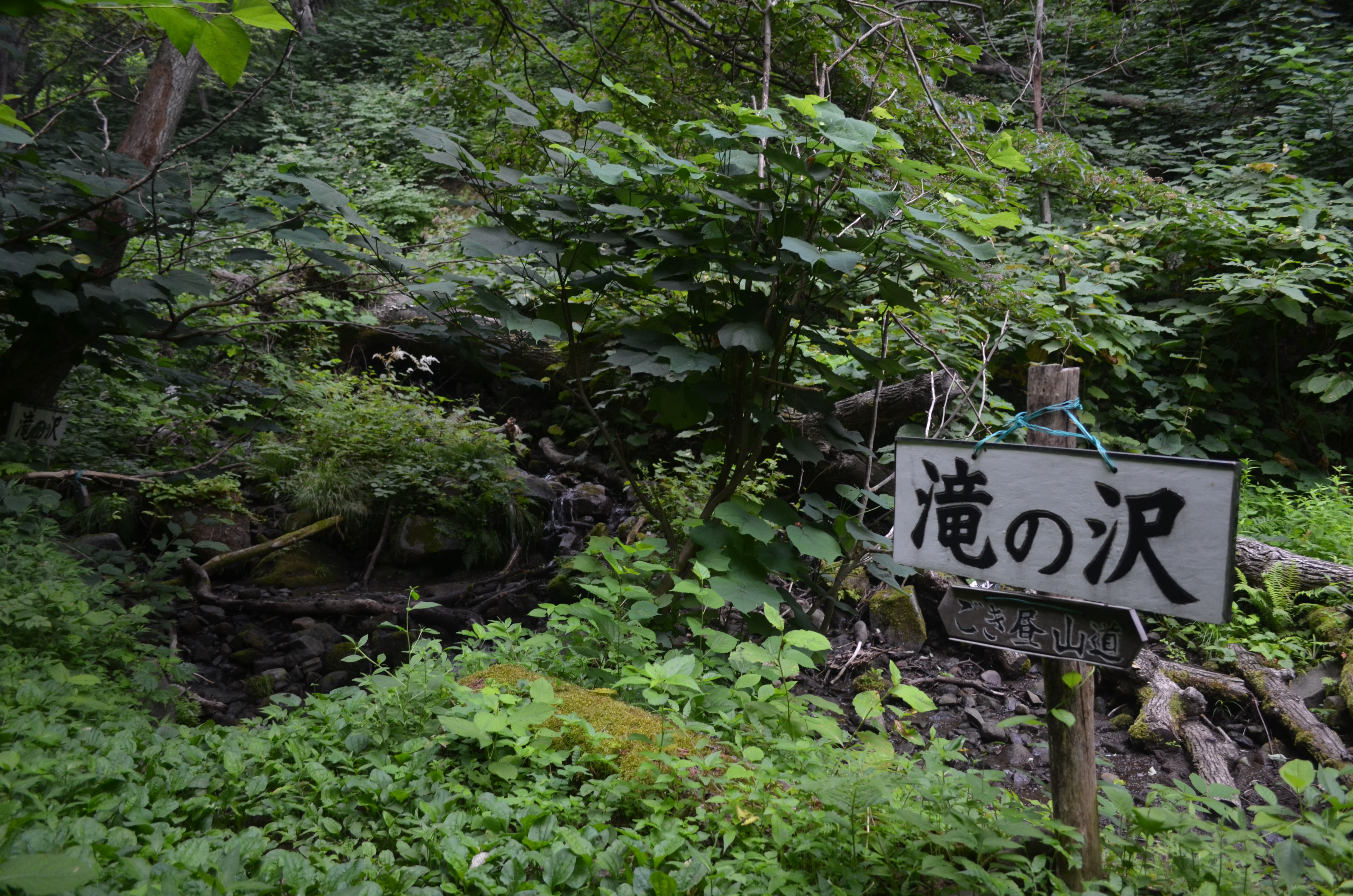
滝の沢
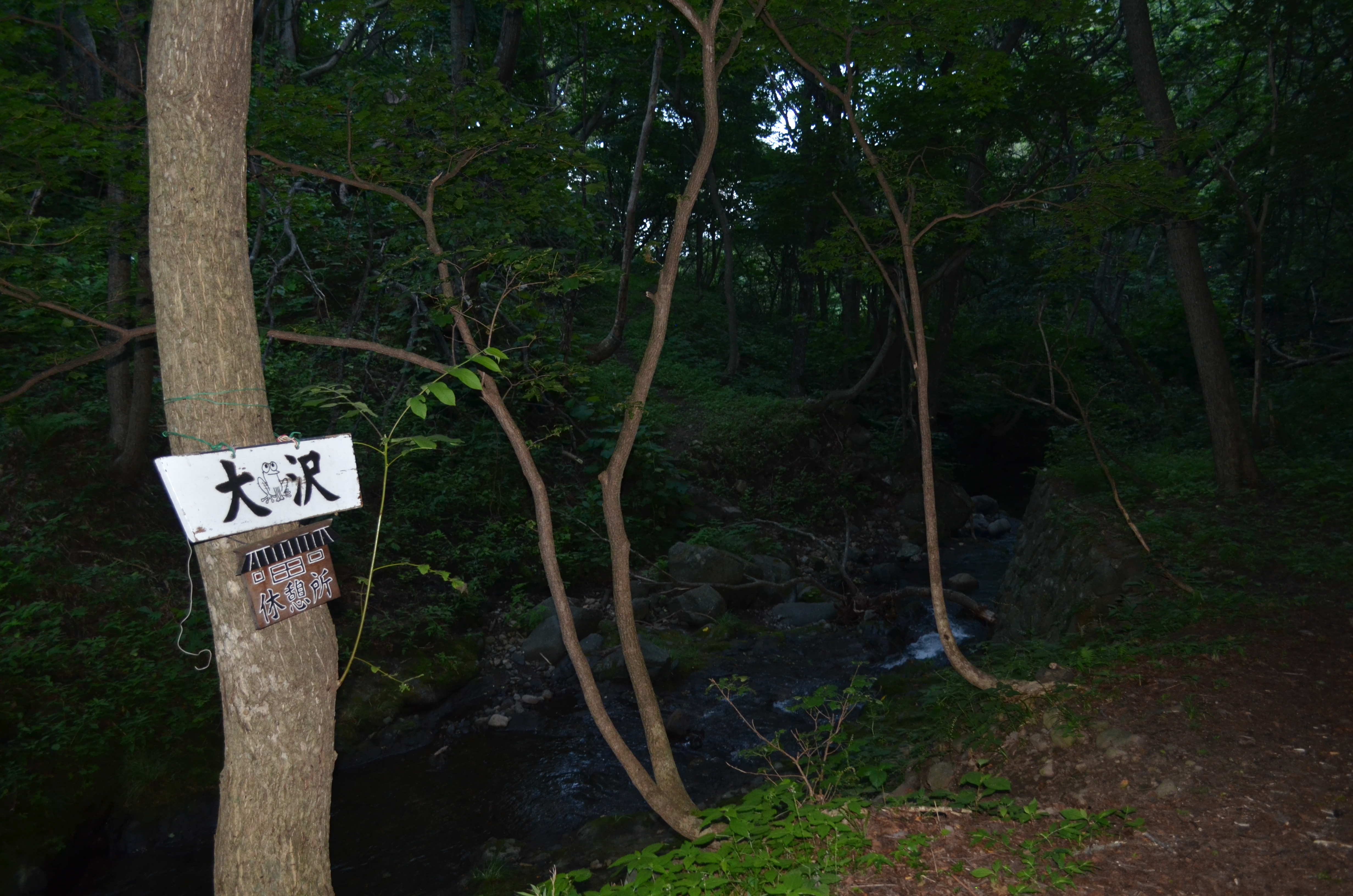
大沢
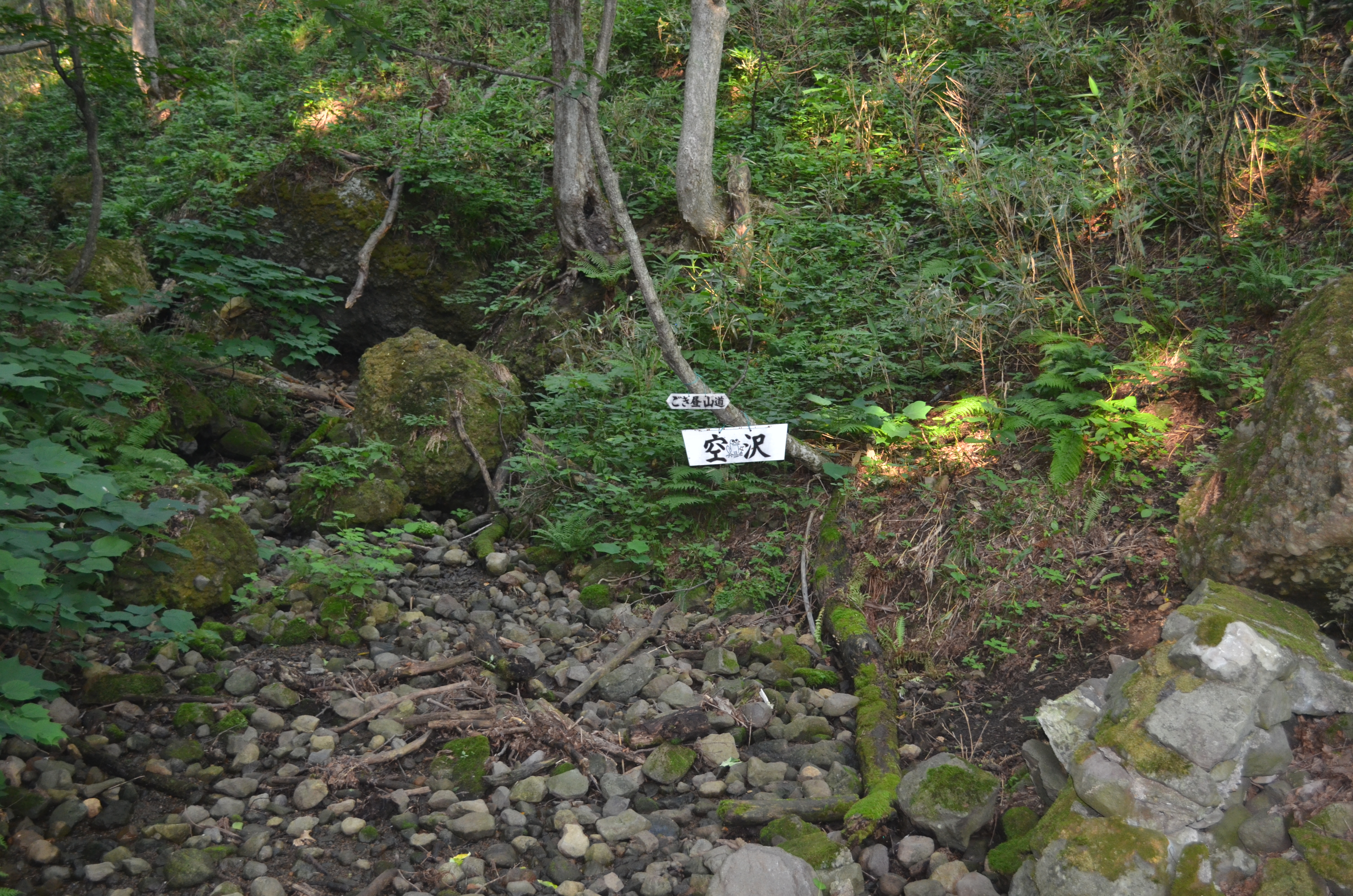
空沢
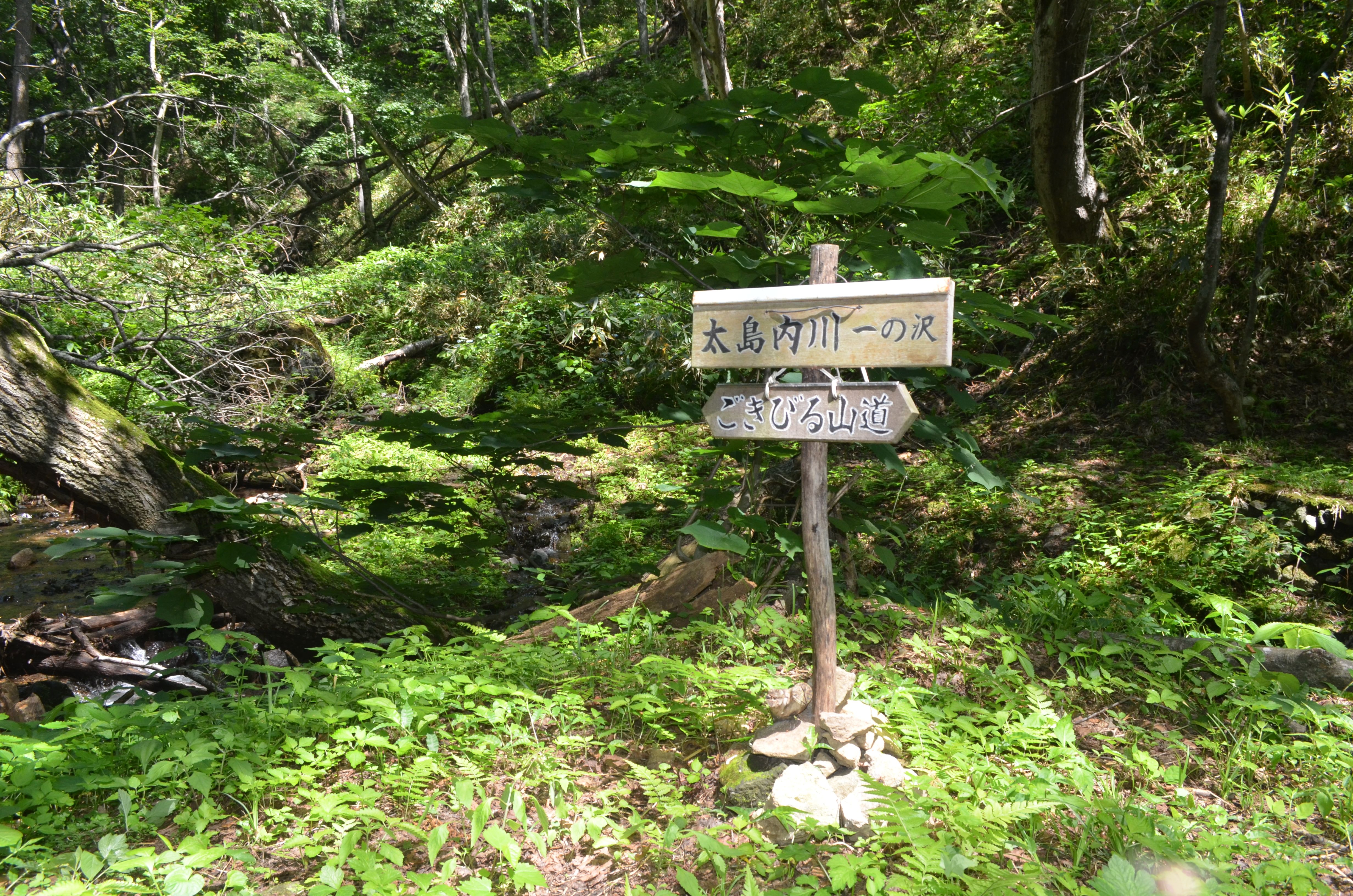
太島内川 一の沢
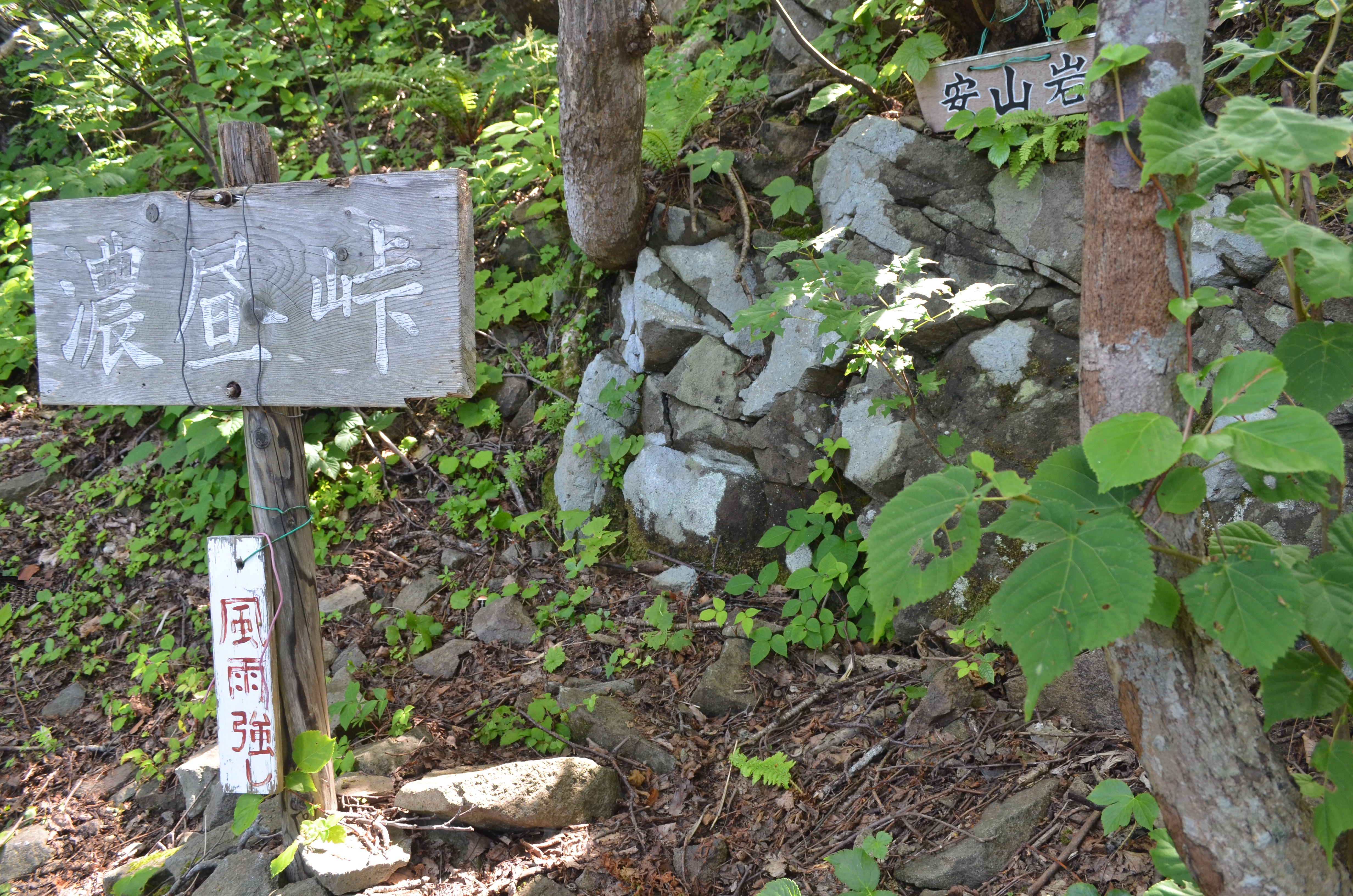
濃昼峠
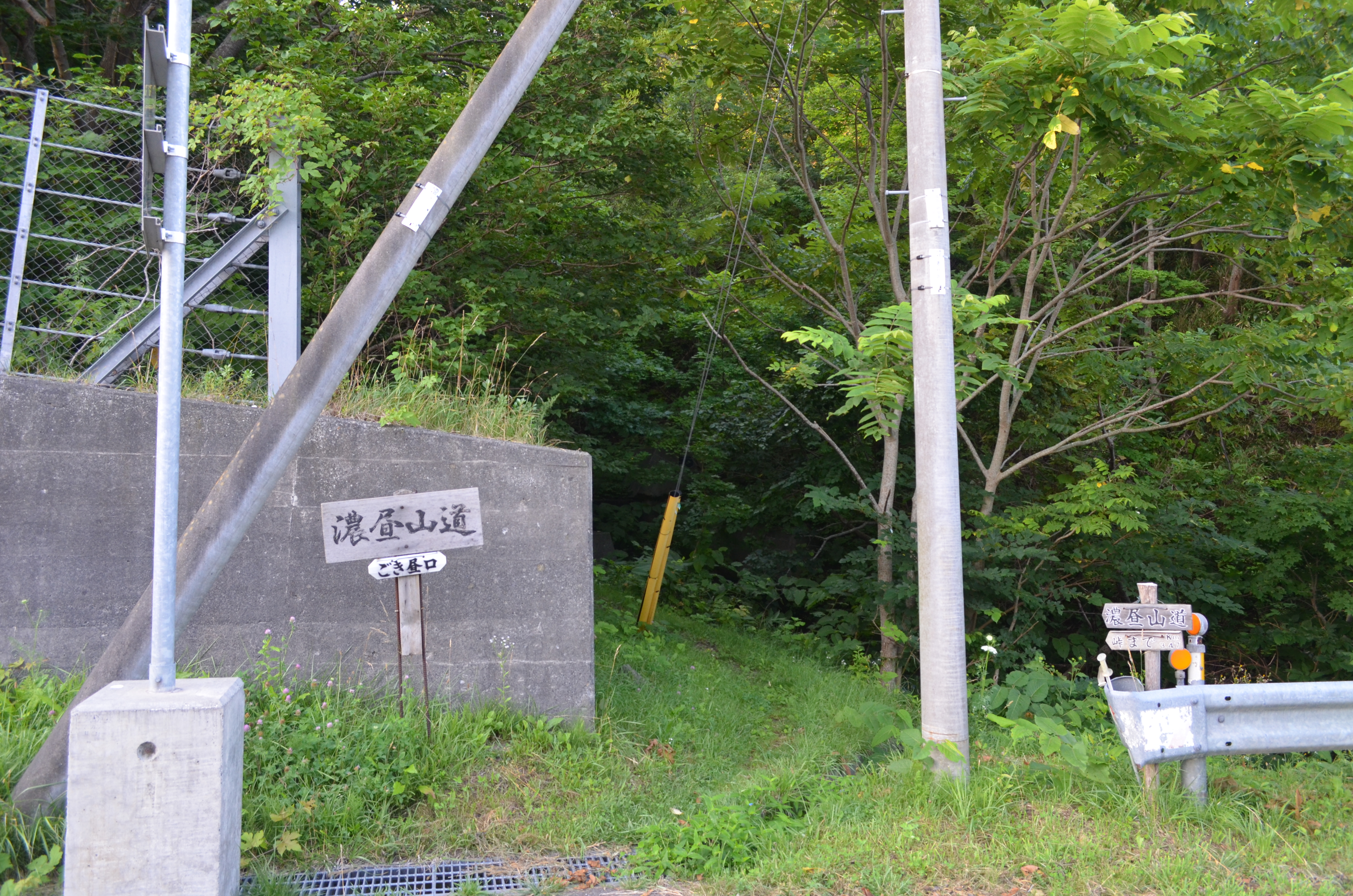
濃昼口

## 参考資料
- 『厚田村史』1969年9月25日。
- 『浜益村史』1980年3月。
- 鈴木紘男 編『あつたの歩み』石狩市厚田区、2006年5月。 NCID BA77151002。
- 『石狩の碑 第四輯 厚田区編』石狩市郷土研究会〈いしかり郷土シリーズ〉、2012年12月。
- 黒川伸一 (2021年12月19日). “五感紀行：ルーランの奇勝”. 北海道新聞:  日曜navi 1 - 2面
- “石狩ファイル 0077 濃昼山道”. 2022年8月4日閲覧。